# وایمیا (شهرستان هاوایی، هاوایی)
وایمیا، شهرستان هاوایی (به انگلیسی: Waimea) یک منطقهٔ مسکونی در ایالات متحده آمریکا است که در شهرستان هاوایی، هاوایی واقع شده‌است. وایمیا، شهرستان هاوایی ۱۰۱٫۹ کیلومتر مربع مساحت و ۹٬۲۱۲ نفر جمعیت دارد و ۸۱۳٫۸۳ متر بالاتر از سطح دریا واقع شده‌است.